# Long Live the King
Long Live the King è il secondo album della band Narnia, pubblicato nel 1999.

## Il disco
Gates of cairparavel (Introduction) è l'intro dell'album, e dura poco più di un minuto.  Segue Living water, dai tempi abbastanza sostenuti, dove a fare  			da padrona è ancora una volta la chitarra. In Shelter Through The Pain,  The Mission e What you give is what you get sono caratterizzate dal notevole utilizzo delle tastiere, che sono presenti, anche se in misura minore, in The lost son. Segue Can't get enough of you, generalmente considerata come la migliore traccia dell'album. La title track e la seguente Dangerous game sono canzoni in stile heavy metal. Chiudono l'album la strumentale  			Shadowlands (Outro) e Star Over Bethlehem.

## Tracce
1. Gates of Cair Paravel (Introduction)
2. Living Water
3. Shelter Through The Pain
4. The Mission
5. What You Give Is What You Get
6. The Lost Son
7. Long Live The King
8. Dangerous Game
9. Star Over Bethlehem
10. Shadowlands (Outro)

## Formazione
- Christian Liljegren - voce
- Carljohan Grimmark - chitarra
- Jakob Persson - basso
- Andreas Johansson - batteria
- Martin Claesson - tastiere